# Coumoxystrobin
Coumoxystrobin ist eine chemische Verbindung aus der Gruppe der Methoxyacrylate und Strobilurine.

## Gewinnung und Darstellung
Coumoxystrobin wird aus Ethylacetoacetat als Ausgangsmaterial über mehrere Stufen einschließlich der Alkylierung, Zyklisierung und Kondensation synthetisiert.

## Verwendung
Coumoxystrobin ist ein Breitspektrum-Fungizid. Es wirkt in den Mitochondrien des Pilzes und hemmen die Zellatmung (QoL-Fungizid).
Die Verbindung wurde 2010 in China zugelassen.